# 峨嵋大街街道
峨嵋大街街道是中华人民共和国河南省安陽市文峰区下辖的一个街道办事处。

## 行政区划
峨嵋大街街道下辖以下村级行政区划单位：
丽豪社区、科教园社区、颐欣园社区、三里屯社区、十里铺社区、张七里店社区、牛房社区和魏家营社区。